# ケテン

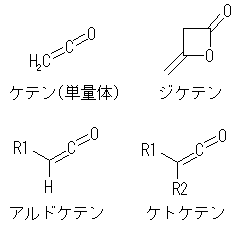
ケテン類の構造式。

ケテン (ketene) とは、構造式 CH2=C=O （ケテン単量体）で表される有機化合物である。またケテンと同様にアレン型に炭素二重結合とカルボニル二重結合が連結したクムレン構造をもつ化合物群もケテン（ケテン類）と称される。ケテンのβ炭素の置換基が一置換の物をアルドケテン (aldketene)、二置換の物をケトケテン (ketoketene) と呼ぶ。
ケテン単量体は分子量 42.04、融点 −134.1 ℃、沸点 −41 ℃ の刺激性のある有毒な気体である。宇宙空間に存在することが判明した化合物の1つ。またケテンは容易に二量化してβ-ラクトン構造を持つジケテンとなる。ジケテン (diketene) は刺激性のある有毒な液体で、分子量 84.07、融点 −6.5 ℃、沸点 127.4 ℃、比重 d 1.09 である。CAS登録番号は 674-82-8。

## 合成法
ケテン単量体はアセトンあるいは酢酸の熱分解により合成される。一方、置換ケテンは相当するαブロモカルボン酸臭化物に金属亜鉛を作用させるか、相当するカルボン酸塩化物に第三級アミンを作用させて生成する。

## 反応
ケテン単量体は水酸基あるいはアミノ基と容易に反応して、相当するアセチル化体を与える。すなわちケテンはアセチル化剤として重要である。またケテン単量体は無水酢酸合成の原料でもあり、工業的には無水酢酸はケテンと酢酸とを反応させて製造する（ワッカー法と呼ばれる）。また、ケテン類をカルボニル化合物と反応させると、相当するβラクトン体が生成する。

## 有害性
ケテンは反応性が高い、気体のアセチル化剤のため、目および呼吸器に対して刺激性を有する。とくに肺にまで吸引してしまった場合は、数時間後に肺気腫を引き起こし死亡に至る危険性があるため、軽度に見えても医療機関で治療すべきである。